# 卡伯特海峡

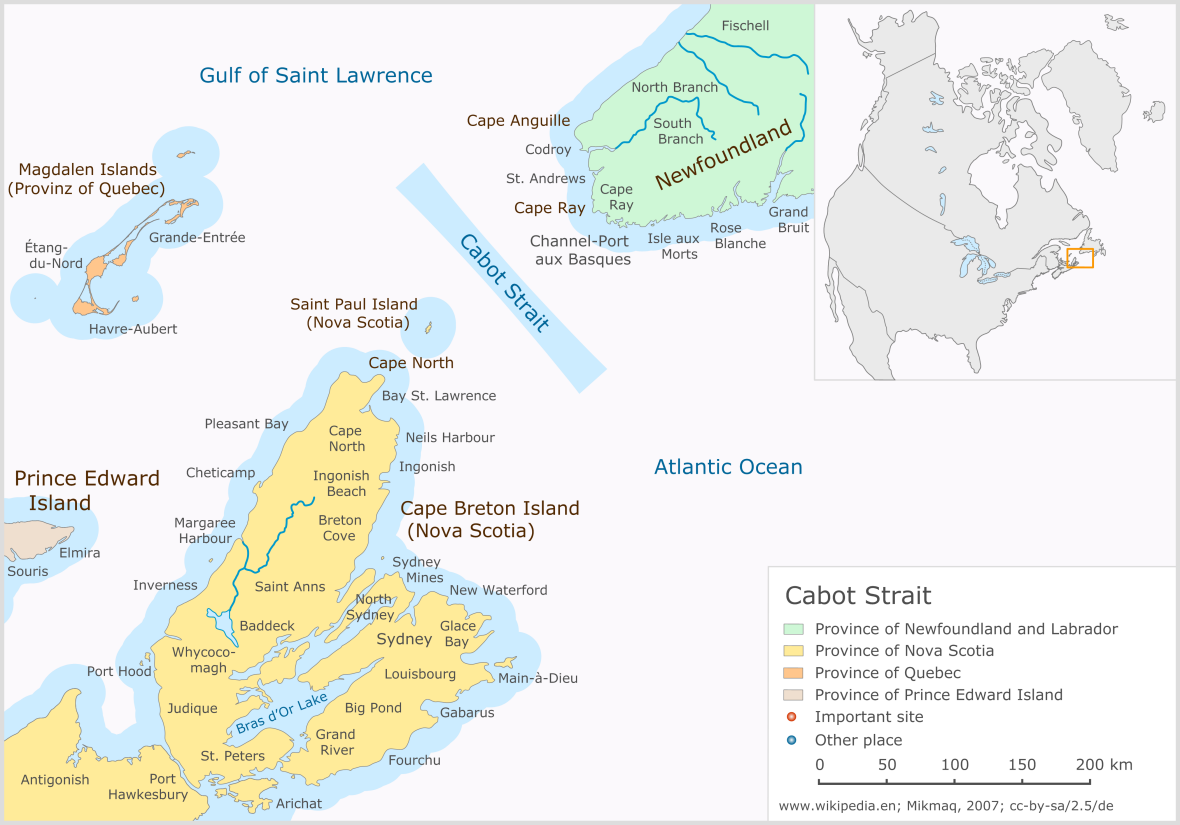
卡伯特海峡位于加拿大布雷顿角岛与纽芬兰岛之间

卡伯特海峡（英語：Cabot Strait，英語：/ˈkæbət/，法語：[kabo]）位于加拿大东部布雷顿角岛与纽芬兰岛之间，宽约97公里，连通圣劳伦斯湾与大西洋。海峡以意大利航海家约翰·卡伯特的名字命名，约翰·卡伯特于15世纪得到英格兰国王亨利七世的赞助探索该地区。